# بازیگری

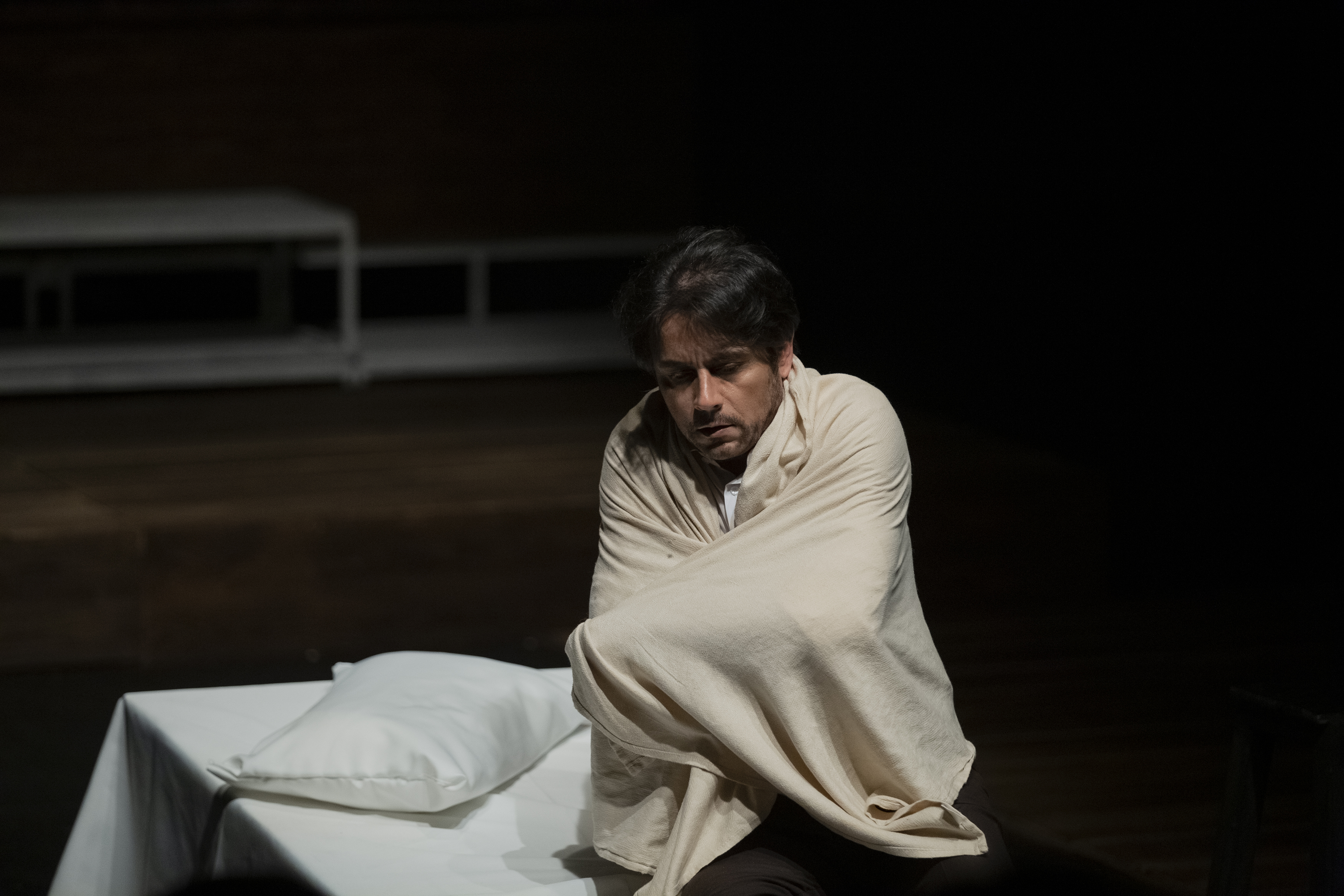
رحیم نوروزی بازیگر تئاتر آلبرکامو با بازنویسی و کارگردانی مسعود دلخواه در سالن تئاتر شهر تهران

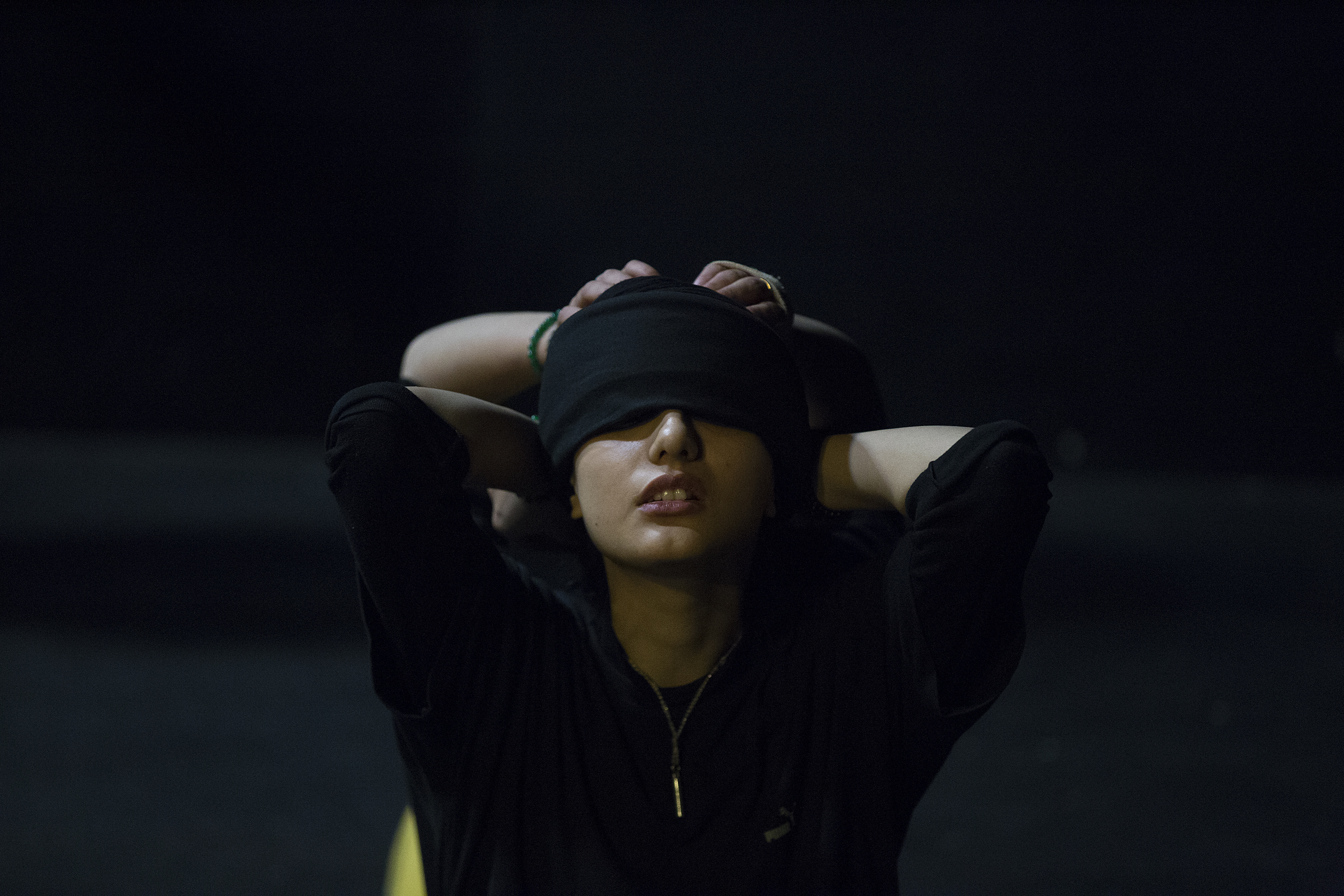
یک بازیگر زن در حال انجام حرکات رقص شخصی (تئاتر تجربی) در جشنواره تئاتر فجر تهران

بازیگری هنری است که در آن بازیگر با استفاده از تکنیک‌ها و حالات حسی خاص، به بازآفرینی یک شخصیت می‌پردازد. این شخصیت توسط نویسندهٔ فیلمنامه نگاشته می‌شود و بازآفرینی مذکور توسط بازیگر و پس از تحلیل کامل فیلمنامه صورت می‌پذیرد. از استادان به نام بازیگری می‌توان از کنستانتین استانیسلاوسکی، لی استراسبرگ، استلا آدلر و سنفورد مایزنر نام برد.
استانیسلاوسکی در تعریف بازیگری می‌گوید: بازیگر باید با حقیقت و با ایمان به آن چیزی که در صحنه انجام می‌دهد در تماشاگر نفوذ کند. بازیگر برای بیدار کردن احساس ایمان تماشاگر به آنچه که روی صحنه باید صادقانه و طبیعی باشد، به «حقیقت» احتیاج دارد. حتی اگر این حقیقت را تجسم به وجود آورده باشد، طوری که شخص بتواند به آن ایمان بیاورد و با آن زندگی کند.
پیتر بروک می گوید: «بازیگری عبارت است از نمایش یا اجرای عملی ویژه روی صحنه. تظاهر کردن، بازآفریدن، تجسم بخشیدن و بازی کردن نقش مثلا در یک نمایش.»

استلا آدلر در تعریف بازیگری می‌گوید:
بازیگری پاسخی خلاقه و آکنده از پویایی به محرک‌ها، در شرایط یک زندگی فرضی است که به شیوهٔ زندگی شخصیت و محیط او، زمان و مکانی که در آن زندگی می‌کند به گونه‌ای که افکار و عواطف مورد نظر را به تماشاگر منتقل کند، وفادار است.

## سبک‌های بازیگری
متد (به انگلیسی Method)
اساس و محور این سبک از بازیگری اکسپرسیونیسم است. ویوپوینت (به انگلیسی Viewpoints) تولد دوباره اکسپرسیونیسم با متد آن بوگارت (Anne Bogart) رقم خورد. آن بوگارت یکی از خلاق‌ترین کارگردانان تئاتر امروز در آمریکاست. سبک ویوپوینت یکی از متدهای آن بوگارت است، که به متد «ویوپوینت» و «کامپوزیشن» تقسیم می‌شود. امروزه در دانشگاه‌های سراسر آمریکا نیز این متد ارائه می‌شوند.

## سبک متد
اساس این سبک از بازیگری رئالیسم است.
بازیگری متد که برخی آن را به بازیگری شیوه دار یا شیوه گرا و بازیگری اسلوب دار ترجمه کرده‌اند روشی از بازیگری است که در اکتورزاستودیو بزرگ‌ترین مؤسسه آموزش بازیگری جهان تدریس می‌شود. بازیگرانی چون دنیل دی-لوئیس، مارلون براندو، ال پوچینو، داستین هافمن، رابرت دنیرو، مریل استریپ، فی داناوی، وارن بیتی، پل نیومنو بسیاری دیگر از بازیگران مشهور جهان در اکتورزاستدیو آموزش دیده‌اند.

## بازیگری متد - سه بسته آموزشی

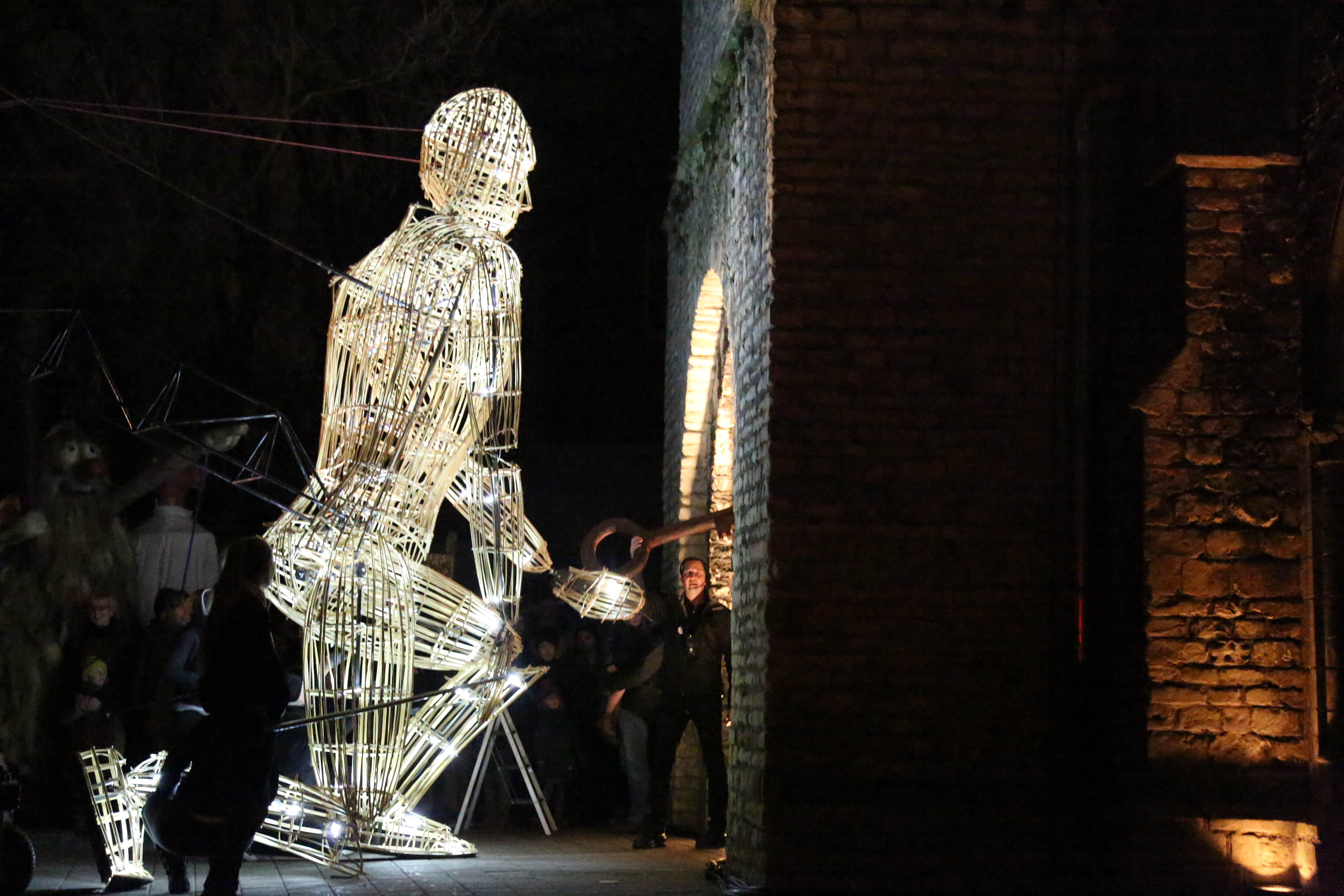
بازیگری متد

سالها قبل از تشکیل اکتورزاستودیو، سنفرد می نر یکی دیگر از پیشگامان تئاتر مدرن آمریکا که با روش استانیسلاوسکی آشنا بود، به یک مؤسسه آموزش تئاتر در نیویورک که نی بر هود پلی هوس نام داشت، پیوست و ضمن تدریس روش استانیسلاوسکی، به تدریج با افزودن تجربیات و نظرات خود به آن، نگرش دیگری از بازیگر متد را ارائه داد که در میان بازیگران سرشناس طرفداران بسیاری پیدا کرد، نی بر هود پلی هوس قبلاً به عنوان تئاتر «خارج برادوی» (به انگلیسی: Broadway Theatre) که مکانی برای اجرای تئاترهای تجربی و غیر واقع گرا بود شهرت بسیار داشت ولی از سال ۱۹۲۸، پس از متوقف کردن کارهای اجرایی، منحصراب به صورت مؤسسه آموزش تئاتر درآمد، سنفرد می نر در سال ۱۹۳۵ به عنوان استاد بازیگری شروع به همکاری با این مؤسسه کرد که این همکاری پنجاه و پنج سال ادامه یافت و در نتیجه نام این مؤسسه با نام وی گرده خورد. در میان فارغ التحصیلان این مؤسسه آموزشی نام افرادی چون تونی راندل، گریگوری پک، استیو مک کویین، سیدنی پولاک، دیود ممت، رابرت دووال، جوآن وودوارد، الی والاش و … به چشم می‌خورد.
از سویی دیگر استلا آدلر (انگلیسی: Stella Adler) در سال ۱۹۴۹ دو سال پس از تشکیل اکتورز استودیو در پی اختلاف با لی استراسبرگ، از این تشکیلات جدا شد و مؤسسه ای را با نام اکتینگ استودیو پایه‌ریزی کرد و با برداشت‌هایی که خود از سیستم کنستانتین استانیسلاوسکی داشت به آموزش بازیگران پرداخت، وی نیز با افزودن تجربیات شخصی و نظرات خود، در واقع نگرش دیگری از بازیگری متد را ارائه داد (گرچه خود از به کار بردن کلمه متد اکراه داشت). این مؤسسه آموزشی که بعدها به «استلا آدلر کنسرواتوری آو اکتینگ» تغییر نام داد، پس از درگذشت وی همچنان فعال است.
به این ترتیب ان سه استاد بازیگری هر یک در تشکیلاتی جداگانه در نیویورک، تجربیات فردی و نظرات شخصی خود را به آنچه از استانیسلاوسکی آموخته بودند، اضافه کردند و آنچه مجموعاً طی نیم قرن ارائه دادند با نام بازیگری متد شهرت یافت. بنابراین بازیگری متد در هر یک از این سه مؤسسه به‌طور کاملاً یکسان تدریس نمی‌شود و در پاره ای جزئیات با هم اختلاف دارند. یکی از علل بروز چنین اختلافی آن است که گرچه همه آنان مبنای تفکر و شناخت تئاتری خود را از استانیسلاوسکی گرفته‌اند، ولی ضرورتاً در مورد ارتباط کامل آن سیستم با مکتب واقع گرایی یکسان فکر نمی‌کنند.